# Frej
Frej, (Norrønt: Freyr, ældre da.: Frø (fx Saxo), evt. Frøj (alternativt: Yngve eller (historicerende i ældre forskningslitteratur) Yngve-Frej). Etymologisk betyder freyr "herre"; Navnet Freyr er beslægtet med gotisk frauja og angelsaksisk frēa, som betyder herre.). Frej var en af de vigtigste guder i den nordiske religion. Han var særligt knyttet til afgrøder, landbrug, velstand og frugtbarhed. Statuetter med en stor fallos tolkes normalt som afbildninger af ham. Ifølge Snorre Sturlason blev Frej regnet som stamfar til den mytologiske Ynglingeslægt, der regnes for at være Sveriges ældste kongeslægt. Ifølge Adam af Bremen fandtes der i Templet i Uppsala statuer af guderne Odin, Thor og Frej, som Adam kalder Fricco. Det antyder, at det var de tre mandlige guder, der var vigtigst i det område.
I de islandske skrifter Ældre og Yngre Edda præsenteres Frej som en af vanerne, den ene af gudeslægterne i nordisk mytologi. Han er søn af guden for skibsfart, handel og fiskeri Njörðr og bror til Freja. Hans hjemland var Alfheim, som han havde fået i tandgave. Han ejer skibet Skíðblaðnir og galten Gullinbursti.
Den mest omfattende myte om Frej er eddakvadet Skirners færd, der fortæller om Frejs voldsomme forelskelse og ægteskab med jættekvinden Gerd.
Personnavne som Frøsten og Frøbjørn indeholder gudenavnet i dets danske form. I stednavne som Frøstrup og Frøslev indgår i det første formodentlig personnavnet Frøsten, i det andet snarest appellativet frø "herre", der er har samme etymologi som gudenavnet, men ikke er identisk med det. Bebyggelsesnavne indeholder typisk personnavne eller -betegnelser, men da gudenavne aldrig brugtes som personnavne, indgår gudenavne ikke i bebyggelsesnavne. Derimod synes gudenavnet Frø/Frej at indgå i det sønderjyske Frøs Herred.

## Karakteristik
I nordisk religion er Frej det mandlige modstykke til gudinden Freja, hans søster. Gennem erotik og seksualitet var de knyttet direkte til frugtbarhed. Deres navne tolkes almindeligvis som afledt af de protogermanske ord herre og frue, hersker og herskerinde, hvilket tyder på, at guderne tidligere blev opfattet som så mægtige, at de ikke kunne tiltales ved deres rette navne.[kilde mangler] Begge er børn af vaneguden Njord, men myterne hentyder også til, at Frej og Freja har været elskere og/eller ægtefolk. Det er et træk, som ikke er ualmindeligt for frugtbarhedskulte; en forestilling som antagelig hvilede mere på symbolske værdier, end på det incestuøse forhold.[kilde mangler]
Snorre Sturlason beskriver Frej som meget smuk og fager af ydre, som mægtig, tilgivende, venlig, og han kalder ham Verdensguden (veraldar goð). Frej råder for vejr og årsvækst, dvs. både for regn og solskin til markens grøde og man kunne blote til Frej for en god fremtid, for fred og for velstand og fremgang. Lige som Njord kaldes Frej vanernes ætling og vaneguden, samt årsguden og rigdomsgiveren. Det fortælles i sagaer om heste, som har været helliget Frej. De blev kaldt Frejfaxer.
Frej blev i myter og digte udstyret med følgende attributter:
- Hans hjem var Alfheim, (alf + hjem dvs. alfernes hjem). Alferne var kollektive guder, der også var forbundet med gravhøje og forfædrene. Dette indikerer en mulig forbindelse mellem vaner og alfer.[1]
- Hans skib  Skídhbladhnir var bygget af dværgen Ivaldes sønner, det kunne sejle på land, havde altid medvind og kunne foldes som et stykke klæde og lægges i lommen. Det forbinder ham med sin far.[4]
- Frejs sværd som kunne hugge af sig selv.
- Frej ejede galten Slídhrugtanni eller 'Gullinborsti, som, når han spænder den for sin kærre, kan løbe gennem luften og over havet. Galten oplyser alt med sine gyldne børster.
- Frejs hest hed Blodughofi (med blodige hestehove).
- Hans tjenere var ægteparret Byggvir og Bejla (associeret med mjødbrygning). De var af alfeslægt.

### Vanegud
Frej var af vaneslægt og ikke en af aserne: Hans kom til Asgård som følge af den mytologiske krig mellem aser og vaner, hvor fremtrædende medlemmer af de to slægter blev udvekslet som gidsler. Myten kendes kun i fragmenter. Hans oprindelse i det kosmologiske system er derfor usikker.
En anden myte med Frej som hovedperson findes i digtet Skirners færd. Det omhandler Frejs forelskelse i jættekvinden Gerd og Skirners færd til Jotunheim for at overtale hende til at gifte sig med Frej. Brylluppet mellem dem kan ifølge den norske religionshistoriker Gro Steinsland muligvis fortolkes som foreningen mellem himmelguden og den frugtbare jord Før hun bliver hans hustru, må han bortgive sit sværd, der kan kæmpe af sig selv, hvis ham der bærer det, er klog nok. Uden dette sværd besejrede han jætten Beli med et gevir, men ved Ragnarok vil han mangle sværdet, og derfor være en af de første der falder i kamp med ildjætten Surt.
Frej var ikke blot frugtbarhedsgud, men er også gennem sin søn Fjølner stamfader til ynglingeslægten, der både var Norges og Sverige mytologiske urkonger.

## Dyrkelse
Frej blev hovedsageligt dyrket i Mälarregionen i Sverige, i Norge og på Island. I Danmark optrådte han under navnet Frø, men levnene efter ham er langt sjældnere end i de førnævnte områder. I vikingetiden havde Frej langt større betydning i religionen end hans far Njord, hvis rolle i frugtbarhedskulten sandsynligvis var langt større i jernalderens religion.
Arkæologiske levn og skriftlige kilder tyder på, at Frej i lighed med frugtbarhedsguder fra andre kulturer fremstilles med erigeret lem (fallos, cum ingenti priapo ifølge Adam af Bremen). I ceremonierne indgik sange og handlinger som de kristne blev opfattet som uanstændige. Vi har kun vage hentydninger til ritualernes karaktér. Den norske arkæolog Oddgeir Hoftun mener, at det er sandsynligt, at seksuelle hentydninger eller direkte handlinger har indgået i dem. "Seksualakten har uten tvil dannet mønsteret for mye av den seremonielle symbolikken i den førkristne kulten". Hoftun mener også, at seksualritualerne er blevet stærkt nedtonet af forskningen. Men sagalitteraturen fra 13. århundrede synes også præget af, det han betegner som den samme kristne seksualskam.

## Yngve-Frej
Yngvi (alt. Yngve) var den mytologiske stamfader til Ynglingeslægten, som de tidligst kendte norske og svenske konger hævdede at nedstamme fra. Hans oprindelse er usikker, men bliver i flere kilder som Ynglingesaga og Gesta Danorum identificeret som guden Frej. Andre kilder tyder på, at han oprindeligt har været en stammegud for de folkeslag, som Tacitus omtaler i Germania som Ingvæonerne. Han beretter, at germanerne opfatter guden Tuisco og hans søn Mannus som deres stamfædre. Mannus’ tre sønner gav navn til de tre overordnede germanske stammer; kystfolket Ingvæonerne, indlandets Herminoner og de resterende Istvæoner. I et angelsaksisk digt fra ca. 1100 fortælles det fx:
Ing blev set første gang af mænd blandt Østdanerne.
Digtet omtaler også, at Ing havde en vogn. Den kan sandsynligvis være en parallel til gudinden Nerthus’ vogn og Frejs vogn fra yngre kilder.[kilde mangler] Ing omtales også i yngre angelsaksisk litteratur under forskellige navne, bl.a. i digtet Beowulf (varianter af Ings venner).
Sammensætningen Ingui-Frea (oldengelsk) og Yngvi-Freyr (norrønt) kan være et levn af ældre forestillinger om en direkte forbindelse mellem guden og de germanske konger. Fra senere kilder fremgår det, at herskeren havde en vigtig religiøs funktion, og fx havde en central rolle i ritualer. Ideen bygger bl.a. på, at ordet Frea og Freyr kan være titler, der betyder "Herre".[kilde mangler]

## Paralleller
Nogle af de traditioner og forestillinger, der blev knyttet til Frej, blev også forbundet med de danske sagnkonger, der blev kaldt Fróði, navnlig Frode Fredegod. I bog 5 af Saxo Grammaticus' 'Gesta Danorum og i Ynglingasaga beskrives hans regeringstid som en guldalder, præget af fred og velstand. Det fortælles også, at han efter sin død førtes rundt i landet i en vogn.
I den katolske kristendom er der knyttet ritualer til flere helgener, som svarer til dem, vi ved var knyttet til Frej. I nogle områder af Vesteuropa blev Skt. Blaise opfattet som skytshelgen for plovmænd og bønder. På Skt. Blaise dag, den 3. februar, blev kornet velsignet af ham før såning. Ceremonien bestod som regel af et optog, hvor en mand, der repræsenterede helgenen, blev trukket på en vogn gennem hele området. I nogle landsbyer blev Skt. Blaise også betragtet som beskytter af menneskenes frugtbarhed, og unge kvinder, der ønskede at gifte sig, bad foran hans statue.
I Skandinavien og England kan helgenen Sankt Stefan have arvet nogle af Frejs funktioner. Hans festdag var den 26. december, og han kom dermed til at spille en rolle i de juleritualer, som tidligere var forbundet med Frej; fx spisning af den traditionelle juleskinke. I ældre svensk kunst er Stefan ofte vist med en hest, mens han medbringer en orne til julegildet. Han bringer et ornehoved til en yuletide banket. Begge disse traditioner er ekstrakanoniske, og er sandsynligvis overlevet fra før-kristen tid.
En anden helgen med en mulig forbindelse til Frej er kong Erik den Hellige fra 12. århundrede. Bønderne bad til Skt. Erik for en frugtbar høst og fred ligesom til Frej ifølge Adam af Bremen, og hvis der var et år med dårlig høst, tilbød de ham et kornaks af sølv eller gav heste til kirken. På hans festdag den 18. maj blev Skt. Eriks relikvier trukket i en vogn fra Uppsala til Gamla Uppsala. Dyrkelsen af Skt. Erik var den eneste helgenkult, som var tilladt efter Reformationen.

## Arkæologiske levn

### Rällingestatuetten
I 1904 blev en statuette fra vikingetiden fundet på gården Rällinge i Lundasogn i Södermanland. Den blev identificeret som Frej. Figuren viser en mand, med benene over kors og erigeret penis. Han er iført en spids hætte og har et trekantet skæg, som han stryger med hånden. Statuetten er 9 cm høj og er udstillet på Historiska museet i Stockholm.

### Skog kirkes tapet
En del af den svenske billedtæppe fra Skog kirke (12. århundrede) viser tre figurer, som er tolket som (fra højre) den enøjede Odin, Thor med sin hammer og Frej med et kornaks. Tolkningen bygger især på, at figurerne har store ligheder med de tre statuer i Uppsala, som Adam af Bremen beskrev i slutningen af 11. århundrede. Billedtæppet bærer mærker efter Odins manglende øje. Efter en anden tolkning forestiller figurerne de tre hellige nordiske konger Knud den Hellige af Danmark, Erik den Hellige af Sverige og Olav den Hellige af Norge. Tæppet stammer fra Hälsingland og er nu på Historiska museet.

## Fremstillinger i skriftlige kilder

### Adam af Bremen
Adam af Bremens Gesta Hammaburgensis ecclesiae pontificum, skrevet omkring 1080, er en af de ældste skriftlige kilder til den før-kristne skandinaviske religiøse praksis. På dette tidspunkt var den før-kristne religion sandsynligvis stadig levende og udbredt flere steder i Norden, og i teksten hævder Adam selv, at han har haft adgang til førstehånds-beretninger om hedenske skikke i Sverige. Han henviser til Frej med det latiniserede navn Fricco og nævner, at en afbildning af ham på Skara blev ødelagt af en kristen missionær. Hans beskrivelse af templet i Uppsala giver oplysninger om guden:
| In hoc templo, quod totum ex auro paratum est, statuas trium deorum veneratur populus, ita ut potentissimus eorum Thor in medio solium habeat triclinio; hinc et inde locum possident Wodan et Fricco. Quorum significationes eiusmodi sunt: 'Thor', inquiunt, 'praesidet in aere, qui tonitrus et fulmina, ventos ymbresque, serena et fruges gubernat. Alter Wodan, id est furor, bella gerit, hominique ministrat virtutem contra inimicos. Tertius est Fricco, pacem voluptatemque largiens mortalibus'. Cuius etiam simulacrum fingunt cum ingenti priapo. Gesta Hammaburgensis 26, Waitz udgave Arkiveret 7. februar 2005 hos Wayback Machine | I dette tempel, helt dækket af guld, tilbeder folk statuer af tre guder på den måde, at den mægtigste af dem, Thor, indtager en trone i midten af helligdommen (triclinium); Wodan og Fricco (Frej) har plads på hver sin side. Betydningen af disse guder er som følger: Thor, siger de, behersker luften, og kontrollerer torden og lyn, vind og regn, godt vejr og afgrøder. Den anden, Wodan - det vil sige den Rasende – opildner til krig og giver mennesker styrke og mod til at gå imod deres fjender. Den tredje er Fricco, der giver fred og glæde til de dødelige. Hans billede er lavet med en enorm fallos. Gesta Hammaburgensis 26 |  |

Senere fortæller Adam, at der ved bryllupper udføres et drikoffer til billedet af Fricco. Blandt historikere er der delte meninger om pålideligheden af Adams beskrivelser. Selv om han fortæller om samtidige forhold, så er der en klar dagsorden bagved, nemlig at understrege den rolle, som ærkebiskoppen af Hamburg-Bremen spillede i kristningen af Norden. Hans tidsramme for religionsskiftet i Sverige bekræftes ikke af andre kilder, som fx runeinskriptioner, lige som der ikke er fundet klare arkæologiske beviser for tilstedeværelsen af et stort tempel i Uppsala. På den anden side kendes der eksempler på statuetter med fallosser; fx den såkaldte Rällinge-Frej der i 1904 blev fundet i Södermanland.

## Yngre Edda
Snorri Sturlusons Yngre Edda blev nedskrevet i begyndelsen af 13. århundrede på Island mens de gamle nordiske guder stadig blev husket. I den første del, der kaldes Gylfaginning, præsenteres Frej som en af de vigtigste guder.
| Njörðr í Nóatúnum gat síðan tvau börn, hét sonr Freyr en dóttir Freyja. Þau váru fögr álitum ok máttug. Freyr er hinn ágætasti af ásum. Hann ræðr fyrir regni ok skini sólar, ok þar með ávexti jarðar, ok á hann er gott at heita til árs ok friðar. Hann ræðr ok fésælu manna. Gylfaginning 24, EBs udgave Arkiveret 19. februar 2006 hos Wayback Machine | Njård i Noatun fik senere to Børn, Sønnen Frey og Datteren Freyja. De var skønne af Ydre og mægtige. Frey er den ypperste af Aserne og raader for Regn og Solskin og Jordens Afgrøde; ham er det godt at paakalde for godt Aar og Fred; han raader ogsaa for Menneskers Velstand. Gylfaginning XXIII, |  |

Denne beskrivelse indeholder flere ligheder med den Adam af Bremen nedskrev tidligere, men forskellene er også interessante. Adam giver Thor kontrol over vejret og markens afgrøder, mens Snorri siger, at Frej regerer over det. Snorri udelader de udtrykkelige seksuelle referencer i sin fremstilling af Frej. Disse forskelle er blevet forklaret på flere måder. Det er fx muligt, at de nordiske guder ikke har haft nøjagtig de samme roller i blandt islændingene og svenskerne. Men det skal også erindres, at Adam og Snorri nedskrev hver deres tekster med forskellige mål for øje. Snorri eller Adam kan også have videregivet fordrejede oplysninger.[kilde mangler]
Den eneste længere myte relateret til Frej i Yngre Eddaer historien om hans ægteskab.
| Þat var einn dag er Freyr hafði gengit í Hliðskjálf ok sá of heima alla. En er hann leit í norðrætt, þá sá hann á einum bœ mikit hús ok fagrt, ok til þess húss gekk kona, ok er hon tók upp höndum ok lauk hurð fyrir sér þá lýsti af höndum hennar bæði í lopt ok á lög, ok allir heimar birtusk af henni. Gylfaginning 37, EBs udgave Arkiveret 19. februar 2006 hos Wayback Machine | En Dag var Frey gaaet til Hlidskjalf og saa hen over alle Verdener, og da han vendte Blikket mod Nord, saa han paa en Boplads et stort og skønt Hus. En Kvinde nærmede sig det, og da hun løftede Hænderne for at lukke Døren op, udgik der et Lys fra dem gennem Luften og over Havet, og alle Verdener beskinnedes af hende.Gylfaginning XXXVI, |  |

Kvinden er Gerðr, en smuk jættekvinde, som Frej øjeblikkeligt bliver forelsket i. Han bliver derpå deprimeret og fåmælt, men efter lang tids bryderier indvilliger han i at tale med Skírnir, hans tjener. Han fortæller Skírnir, at han er blevet forelsket i en smuk kvinde og tror, han vil dø, hvis han kan ikke få hende. Han spørger Skírnir om han vil rejse hen til hende for at gøre kur for ham.
| Þá svarar Skírnir, sagði svá at hann skal fara sendiferð en Freyr skal fá honum sverð sitt. Þat var svá gott sverð at sjálft vásk. En Freyr lét eigi þat til skorta ok gaf honum sverðit. Þá fór Skírnir ok bað honum konunnar ok fekk heitit hennar, ok níu nóttum síðar skyldi hon þar koma er Barey heitir ok ganga þá at brullaupinu með Frey. Gylfaginning 37, EBs udgave Arkiveret 19. februar 2006 hos Wayback Machine | Skirnir siger, at han vil paatage sig dette Hverv, hvis Frey vil give ham sit Sværd. Det var saa godt, at det svang sig selv. Frey lod ikke sligt være til Hinder, men gav ham Sværdet. Skirnir drog af Sted, bejlede til Pigen og fik hendes Samtykke. Om ni Nætter vilde hun komme til Barr-Ø for at holde Bryllup med Frey. Gylfaginning XXXVI, |  |

Tabet af Frejs sværd får store konsekvenser: Yngre Edda fortæller, at Frej måtte kæmpe mod jætten Beli uden sit sværd og dræbe ham med et gevir. Men ved Ragnarok, verdens undergang, vil det gå langt værre. Her vil Frej møde ildjætten Surtr, og eftersom han ikke har sit sværd, vil han blive besejret.
Selv efter tabet af sit våben besidder Frej stadig to magiske genstande udført af dværge. Den ene er skibet Skíðblaðnir, som altid vil have en god brise, hvorend dets ejermand vil sejle, og så kan det være foldet sammen som en stykke klæde og blive båret i en pose. Den anden er ornen Gullinbursti, hvis børster skinner og oplyser vejen for dets ejer. Ingen myte, der involverer Skíðblaðnir er blevet overleveret, men Snorri fortæller, at Freyr kørte i en vogn trukket af Gullinbursti til Balders begravelse.

## Eddadigte
Frej optræder i flere af eddadigtene. Disse fremstillinger ligner i reglen dem, der fra Yngre Edda, men nogle forhold, der nævnes i den ene samling bliver ikke omtalt i den anden.

### Völuspá
I Völuspá beskrives verdens skæbne, fra dens skabelse til dens undergang. Her optræder også det endelige møde mellem Frej og Surt.
| Surtr fer sunnan með sviga lævi, skínn af sverði sól valtíva. Grjótbjörg gnata, en gífr rata, troða halir helveg, en himinn klofnar. Þá kømr Hlínar harmr annarr fram, er Óðinn ferr við úlf vega, en bani Belja bjartr at Surti, þá mun Friggjar falla angan. Völuspá 51–52, EBs udgave Arkiveret 13. april 2009 hos Wayback Machine | Surt kommer sydfra med stikkende flammer; Stridsguders Sol straaler fra Sværdet, Graabjærge gjalder, Gyger falder, (Hels Mænd kommer) Himlen revner. 37. Nu lider Hlin sit livs anden Sorg: Ud mod Ulven Odin drager, og Beles lyse Bane mod Surt; da falder Friggs Fryd i Kampen.Olaf Hansens oversættelse 34 + 37 |  |

Nogle forskere har foretrukket en anden oversættelse, hvor solen skinner "fra gudernes sværd". Tanken er, at sværdet som Surtr dræber Frej med er det sværd, som Frej havde foræret væk for at få Gerðr. Sigurdur Nordal, der taler for dette synspunkt, mener at det ville tilføje et yderligere lag af tragedie til myten. Men Olaf Hansens oversættelse ovenfor er lige så god.[kilde mangler]

### Grímnismál
Grímnismál er et digt, som stort set består af oplysninger om guder, her nævnes Frejs opholdssted.
| Alfheim Frey gáfu í árdaga tívar at tannféi. Grímnismál 5, GJ's edition Arkiveret 9. maj 2007 hos hos National and University Library of Iceland | Alfheim gav Guderne i ældgamle Dage Freyr ved hans første Tand. Grímnismál 4, Olaf Hansens oversættelse |  |

En tandgave var en gave til et spædbarn, når den første tand brød frem. Da Alfheimr eller Álfheimr "Alfernes hjem (verden)" kan det faktum, at Frej ejer dette sted, betyde, at der er en nær sammenhæng mellem Vanerne og alferne, som vi ellers ikke kender meget til. Grímnismálnævner også, at det var Ívaldis sønner, der fremstillede Skíðblaðnir til Frej, og at det er det bedste af alle skibe.

### Lokasenna
I digtet Lokasenna beskylder Loke guderne for forskellige ugerninger. Han kritiserer vanerne for incest, siger, at Njörðr fik Frej med sin egen søster. Han fortæller også, at guderne havde opdaget Frej og Freja mens de lå sammen. Guden Tyr forsvarer Frej.
| Freyr er beztr allra ballriða ása görðum í; mey hann né grætir né manns konu ok leysir ór höftum hvern. Lokasenna 37, GJs udgave Arkiveret 9. maj 2007 hos hos National and University Library of Iceland | Freyr er den bedste i de favre Skarer fra alle Asers Gaarde. Han gør aldrig en Mø eller Mands Viv ondt og løser hver Fanges Lænker. Lokasenna 37, Olaf Hansens oversættelse |  |

I Lokasenna fremgår det, at Frej havde to tjenere ved navn Byggvir og Beyla. De har tilsyneladende været associeret med brødbagning.[kilde mangler]

### Skírnismál
Frejs bejlen til Gerðr er behandlet udførligt i digtet Skírnismál.
Frej er deprimeret efter at have set Gerðr, og Njörðr og Skaði beder derfor Skírnir om at gå hen til ham for tale med ham. Frej afslører årsagen til sin sorg og anmoder Skírnir om at rejse til Jötunheimr for at bejle til Gerðr på hans vegne. Freyr giver Skírnir en hest og hans magiske sværd til rejsen.
| Mar ek þér þann gef, er þik um myrkvan berr vísan vafrloga, ok þat sverð, er sjalft mun vegask ef sá er horskr, er hefr. Skírnismál 9, GJ's edition Arkiveret 10. september 2007 hos hos National and University Library of Iceland | Den Ganger skal du faa, der gaar gennem Trylleilds mørke, flakkende Flammer, og det Sværd, der svinger sig selv, naar Herren, der har det, er klog. Skírnismál 9, Olaf Hansens oversættelse |  |

Da Skírnir når frem til Gerd, begynder han med at tilbyde hende forskellige af asernes skatte, hvis hun vil gifte sig Frej. Da hun nægter at give sit samtykke, må han true hende med destruktiv magi, før indvilliger i at mødes med guden.

### Skjaldedigte
Frej omtales i flere skjaldedigte fx i Nafnaþulur, hvor det siges, at Frej rider hesten Blóðughófi (Blodig Hov). I et andet digt, Húsdrápa, der er delvist bevaret I Yngre Edda, fortælles det, at han kom ridende til Balders begravelse på en galt.
| Ríðr á börg til borgar böðfróðr sonar Óðins Freyr ok folkum stýrir fyrstr enum golli byrsta. Húsdrápa 7, FJs udgave Arkiveret 4. marts 2007 hos Wayback Machine | Paa Galten med Guldbørster red Guden Frey kampklog at ordne Følget, hvor Odins unge Søn skulde brændes Húsdrápa 9, Thøger Larsens oversættelse |  |

I et digt af Egill Skalla-Grímsson opfordres Frej til sammen med Njord at drive Erik Blodøkse ud af Norge. Den samme skjald nævner i Arinbjarnarkviða, at hans ven er blevet velsignet af de to guder.
| [E]n Grjótbjörn of gæddan hefr Freyr ok Njörðr at féar afli. Arinbjarnarkviða 17, FJs udgave Arkiveret 4. marts 2007 hos Wayback Machine | Thi fuldt op af Frøj og Njord Arinbjørn til eje fik.. Arinbjarnarkviða 17, Olaf Hansens oversættelse |  |

### Andre islandske kilder
Frej optræder i flere af de islandske sagaer både som person i en fortælling og som gud i forbindelse med dyrkelsen af ham. Fx er hovedpersonen i Hrafnkels saga Freyr-goði og vier en særlig hest til guden. Da en mand trods forbud bruger hesten til at ride på, må han dræbe ham.

#### Ynglinga saga
Snorri Sturluson begynder sin historie om Norges konger med Ynglingasaga, en euhemeristisk beretning om de nordiske guder. Her fremstilles Odin og Aserne som mennesker fra Asien, der får magt gennem tapperhed i krig og Odins færdigheder. Men da Odin angriber Vanerne, må han sande, at hans kræfter er begrænsede, og han må indgå en fredsaftale med vanerne. For at forsegle freden udveksler de gidsler, og Njord bliver sammen med sine to børn Frej og Freja sendt til aserne. Her fortæller sagaen i lighed med Lokasenna, at incest blev praktiseret i blandt vanerne.
| Þá er Njörðr var með Vönum, þá hafði hann átta systur sína, því at þat váru þar lög; váru þeirra börn Freyr ok Freyja. En þat var bannat með Ásum at byggja svá náit at frændsemi. Ynglinga saga 4, Schultz's edition Arkiveret 31. december 2005 hos hos Bibliotheca Alexandrina | Njord var hjaa Vanine, hadde han vori gift med syster si; for slik var lovi der. Borni deira var Frøy og Frøya. Men hjaa Æsine var de forbodi aa gifta seg med so nært skyldfolk. Ynglinga saga 4, Steinar Schjøtts oversættelse til norsk |  |

Odin gør Njord og Frej til offerpræster, og de bliver derfor magtfulde herskere. Odin drager videre for at erobre Norden, hvor han slår sig ned i Sverige og regerer som konge. Efter Odins død, tager Njord tronen. Under hans styre hersker der fred og høsten er god, svenskerne kommer derfor til at tro, at Njord har kontrol over disse forhold. Siden bliver Njord syg og dør.
| Freyr tók þá ríki eptir Njörð; var hann kallaðr dróttinn yfir Svíum ok tók skattgjafir af þeim; hann var vinsæll ok ársæll sem faðir hans. Freyr reisti at Uppsölum hof mikit, ok setti þar höfuðstað sinn; lagði þar til allar skyldir sínar, lönd ok lausa aura; þá hófst Uppsala auðr, ok hefir haldizt æ síðan. Á hans dögum hófst Fróða friðr, þá var ok ár um öll lönd; kendu Svíar þat Frey. Var hann því meir dýrkaðr en önnur goðin, sem á hans dögum varð landsfólkit auðgara en fyrr af friðinum ok ári. Gerðr Gýmis dóttir hét kona hans; sonr þeirra hét Fjölnir. Freyr hét Yngvi öðru nafni; Yngva nafn var lengi síðan haft í hans ætt fyrir tignarnafn, ok Ynglingar váru síðan kallaðir hans ættmenn. Freyr tók sótt; en er at honum leið sóttin, leituðu menn sér ráðs, ok létu fá menn til hans koma, en bjoggu haug mikinn, ok létu dyrr á ok 3 glugga. En er Freyr var dauðr, báru þeir hann leyniliga í hauginn, ok sögðu Svíum at hann lifði, ok varðveittu hann þar 3 vetr. En skatt öllum heltu þeir í hauginn, í einn glugg gullinu, en í annan silfrinu, í hinn þriðja eirpenningum. Þá hélzt ár ok friðr. Ynglinga saga 12, Schultz's edition Arkiveret 31. december 2005 hos hos Bibliotheca Alexandrina | Frøy tok daa rike etter Njord; han vart kalla drottin yvi sviane og tok skattegaavur av deim. Han var vensæl og aarsæl liksom far sin. Frøy reiste eit stort hov i Uppsalir (40) og sette der hovudstaden sin og lagde dertil alle innkomune sine, baade land og lausøyre. Daa vart Uppsala-rikdomen grunnlagd og hev haldi seg heile tidi sidan. I hans dagar tok Frode-freden til; daa var de gode aaringar i alle land; de trudde dei var Frøy som gjorde. Han vart so mykje meir dyrka enn hine gudane, som landsfolke i hans tid vart rikare enn fyrr, av freden og dei gode aaringane. Gjerd Gymesdotter heitte kona hans. Son deira heitte Fjølne. Frøy kalla dei eit anna namn for Yngve. Yngve-namne hadde dei lengi i ætti hans sidan til heiders-namn, og Ynglingar kalla dei sidan ættmennane hans. Frøy vart sjuk. Men daa sjukdomen tok paa han, fann dei paa raad; dei lét faa folk koma til han, og stelte til ein stor haug og sette dør på og tri gluggar. Men daa Frøy var slokna, bar dei han løynleg ut i haugen, og sagde til sviane at han var livde, og heldt vakt der tri vetrar; men all skatten tømde dei inn i haugen, i ein glugge gulle, men i den andre sylve, og i den tridje koparpeningane. Daa heldt dei gode aaringane og freden ved. Ynglinga saga 12, Steinar Schjøtts oversættelse til norsk |  |

| Þá er allir Svíar vissu, at Freyr var dauðr, en hélzt ár ok friðr, þá trúðu þeir, at svá mundi vera, meðan Freyr væri á Svíþjóð, ok vildu eigi brenna hann, ok kölluðu hann veraldar goð ok blótuðu mest til árs ok friðar alla ævi síðan. Ynglinga saga 13, Schultz's edition Arkiveret 31. december 2005 hos hos Bibliotheca Alexandrina | Daa alle sviane visste at Frøy var daain, men dei gode aaringane og freden heldt ved so trudde dei, at soleis kom de til aa vera, so lengi Frøy var i Svitjod, og vilde ikkje brenna han, og kalla han gud yvi heile verdi, og blota mest til honom for gode aaringar og fred heile tidi sidan. Ynglinga saga 13, Steinar Schjøtts oversættelse til norsk |  |

Frej havde en søn ved navn Fjølner, der afløste ham som konge og som regerede efter ham med fortsat fred og god høst. Fjølners efterkommere er opregnet i Ynglingatal som beskriver de mytologiske konger af Sverige.

#### Ögmundar þáttr dytts
Den islandske Ögmundar þáttr dytts fra 14. århundrede indeholder en beskrivelse af, hvordan Frej i Sverige blev transporteret i en vogn ledsaget af en præstinde. Frejs funktion som frugtbarhedsgud krævede en kvindelig partner, så de sammen udgjorde et guddommeligt par.
| „ | Great heathen sacrifices were held there at that time, and for a long while Frey had been the god who was worshipped most there — and so much power had been gained by Frey’s statue that the devil used to speak to people out of the mouth of the idol, and a young and beautiful woman had been obtained to serve Frey. It was the faith of the local people that Frey was alive, as seemed to some extent to be the case, and they thought he would need to have a sexual relationship with his wife; along with Frey she was to have complete control over the temple settlement and all that belonged to it. | “ |

 (Oversættelse af McKinnell 1987)
Denne korte historie fortæller om en mand ved navn Gunnar, der var mistænkt for manddrab og flygtet til Sverige. Her mødte Gunnar en ung præstinde. Han hjalp hende med at drive Frejs vogn med gudestatuen i, men guden værdsatte ikke Gunnar og overfaldt ham. Gunnar ville være dræbt, hvis han ikke havde lovet sig selv at vende tilbage til den kristne tro, i fald han ville komme tilbage til Norge. Da Gunnar havde lovet dette, sprang en dæmon ud af gudestatuen, og Frej var nu intet andet end et stykke træ. Gunnar ødelagde afgudsbilledet og klædte sig selv som Frej. Derefter kørte Gunnar og præstinden på tværs af Sverige, hvor folk var glade for at se at guden besøgte dem. Efter et stykke tid gjorde han præstinden gravid, men det blev af svenskerne set som en bekræftelse på, at Frej virkelig var en frugtbarhedsgud og ikke en forfalskning. Til sidst måtte Gunnar dog flygte tilbage til Norge sammen med sin unge brud, der blev døbt ved Olaf Tryggvasons hof.

#### Andre sagaer
I Gísla saga beskrives en høvding ved navn Þorgrímr Freysgoði som en ivrig dyrker af Frej. Da han dør, bliver han begravet i en høj.
Íslendingabók , skrevet omkring 1125, er den ældste islandske kilde, som nævner Freyr; bl.a. i de svenske kongers stamtavle. Landnámabók indeholder en gammel hedensk ed, der blev afgivet på et ting, hvor Frej, Njord, og den "den almægtigeAss" påberåbes. I Hervarar saga nævnes ofringen af en orne til Frej ved juletid.
Frej omtales også i Hallfreðar saga, Víga-Glúms saga og Vatnsdœla saga.

## Gesta Danorum
I Saxos Gesta Danorum fra begyndelsen af 13. århundrede optræder Frej under navnet Frø. Beretningen er euhemeristisk og Frej beskrives som gudernes "statholder" (procul).
| Frø quoque deorum satrapa sedem haud procul Upsala cepit, ubi veterem litationis morem tot gentibus ac saeculis usurpatum tristi infandoque piaculo mutavit. Siquidem humani generis hostias mactare aggressus foeda superis libamenta persolvit. Gesta Danorum 3, Olrik's edition Arkiveret 13. januar 2009 hos Wayback Machine | Frø bosatte sig nu ogsaa som Gudernes Statholder ikke langt fra Upsal, hvor han i Steden for den gamle Maade at ofre paa, der havde været brugt i saa mange Hundrede Aar og af saa mange Folk, indførte en ny sørgelig og gruelig Slags Ofre; han bragte nemlig Guderne vederstyggelige Ofre ved at lade Mennesker slagte til deres Ære. Gesta Danorum 3, Frederik Winkel Horns oversættelse |  |

At der fandtes en Frej-kult ved Uppsala bekræftes af adskillige andre kilder. Beskrivelsen af ændringer i blót ritualet kan måske afspejle en historisk ærindring, men det er højst usikkert. [kilde mangler] Arkæologiske studier viser, at der var en stigning i antallet af menneskeofringer i slutningen af vikingetiden  Normalt blev menneskelige ofre forbundet med Odin, men tidligere i Saxos værk er der dog en henvisning til ofringer til Frø. Da kong Hadingus dræber et guddommeligt væsen forbandes han og må for at sone sin brøde med et offer.
| Siquidem propitiandorum numinum gratia Frø deo rem divinam furvis hostiis fecit. Quem litationis morem annuo feriarum circuitu repetitum posteris imitandum reliquit. Frøblot Sueones vocant. Gesta Danorum 1, Olrik's edition Arkiveret 13. januar 2009 hos Wayback Machine | For at forsone dem ofrede han sort Kvæg til Guden Frø. Dette Sonoffer bragte han hvert Aar og hans Efterkommere ligesaa. Svenskerne kaldte det Frøblot. Gesta Danorum 1 Frederik Winkel Horns oversættelse |  |

Ofringen af sortfarvede ofre til frugtbarhedsguden kan have en parallel i græsk religion, hvor farvede dyr blev foretrukket for hvide til khtoniske guddomme.[kilde mangler]
I bog 9 omtaler Saxo Frø som "konge af Sverige" (rex Suetiae):
| Quo tempore rex Suetiae Frø, interfecto Norvagiensium rege Sywardo, coniuges necessariorum eius prostibulo relegatas publice constuprandas exhibuit. Gesta Danorum 9, Olrik's edition Arkiveret 13. januar 2009 hos Wayback Machine | Paa den Tid fældede Svenskekongen Frø den norske Konge Sivard, indespærrede hans Frænders Hustruer i et Skjøgehus og udbød dem offentlig til Beskjæmmelse.. Gesta Danorum 9, Frederik Winkel Horns oversættelse Arkiveret 13. januar 2009 hos Wayback Machine |  |

Henvisningen til den offentlige prostitution kan afspejle en ellers glemt praksis i forbindelse med frugtbarhedskulten, men kan ligesåvel bygge på græsk-romerske traditioner.[kilde mangler] En sådan tradition kan også være baggrunden for den beskrivelse af Odinsdyrkeren Starcatheruss ophold i Sverige i bog 6:
| Mortuo autem Bemono, Starcatherus ab athletis Biarmensibus ob virtutem accitus, cum plurima apud eos memoratu digna edidisset facinora, Sueonum fines ingreditur. Ubi cum filiis Frø septennio feriatus ab his tandem ad Haconem Daniae tyrannum se contulit, quod apud Upsalam sacrificiorum tempore constitutus effeminatos corporum motus scaenicosque mimorum plausus ac mollia nolarum crepitacula fastidiret. Unde patet, quam remotum a lascivia animum habuerit, qui ne eius quidem spectator esse sustinuit. Adeo virtus luxui resistit. Gesta Danorum 6, Olrik's edition Arkiveret 2. september 2010 hos Wayback Machine | Da Bemund var død, blev Stærkodder formedelst sin Tapperhed til kaldt af Bjarmelandskæmperne, og blandt dem øvede han mange mindeværdige Bedrifter, hvorpaa han drog til Sverige, hvor han lod Hvile falde paa sig i syv Aar hos Frøs Sønner. Omsider drog han fra dem til Hakon, Statholderen i Danmark; da han opholdt sig i Upsal, paa den Tid Ofringerne fandt Sted, blev han nemlig led ved de kvindagtige Danse, Bifaldet, Gjøglerne høstede ved deres Skuespil, og Bjældernes blødagtige Lyd, hvoraf det fremgaar, hvor fjærnt hans Sind var fra al Yppighed, eftersom han ikke engang kunde holde ud at se derpaa, i den Grad er Blødagtighed Tapperheden imod. Gesta Danorum 6, Frederik Winkel Horns oversættelse |  |

## Eksterne link
- Hedendske ballader: Balladen om Odin og Veraldur (Frej) Arkiveret 18. februar 2006 hos  Wayback Machine, færsøsk.
- Skirnersmål Arkiveret 27. september 2007 hos  Wayback Machine oversat til norsk og moderniseret